# Astylosternus fallax
Espèce
Statut de conservation UICN

 VU B1ab(iii) : Vulnérable
Astylosternus fallax est une espèce d'amphibiens de la famille des Arthroleptidae.

## Répartition
Cette espèce est endémique de l'Ouest du Cameroun. Elle se rencontre jusqu'à 1 000 m d'altitude sur le mont Yuhan et le mont Nta Ali et entre Yabassi et Nkongsamba.

## Publication originale
- Amiet, 1978 : Les Astylosternus du Cameroun (Amphibia, Anura, Astylosterninae). Annales de la Faculté des Sciences du Cameroun, vol. 23/24, p. 99-227.